# Robin Scheu
Robin Scheu (* 16. Februar 1995 in Offenbach am Main) ist ein deutscher Fußballspieler.

## Werdegang
Scheu begann bei der TSG Neu-Isenburg mit dem Fußballspielen, bevor er 2008 in die Jugend der Kickers Offenbach wechselte. Dort erhielt er 2015 seinen ersten Profivertrag. Für die erste Mannschaft bestritt der Mittelfeldspieler insgesamt 45 Regionalligaspiele bis 2017 und schoss dabei neun Tore. In der Saison 2015/16 kam er in der Verbandsliga auch 14-mal für die zweite Mannschaft zum Einsatz und erzielte dabei ein Tor.
Im Sommer 2017 wechselte er in die 3. Liga zum SC Fortuna Köln, nachdem er ein Vertragsangebot der Kickers abgelehnt hatte. Bereits am 1. Spieltag stand er beim 1:0-Sieg gegen den VfR Aalen in der Startelf. Sein erstes Tor für Köln erzielte er am 3. Spieltag beim 3:0-Sieg gegen den VfL Osnabrück.
Nach dem Abstieg der Südstädter erhielt Scheu zur Saison 2019/20 einen Zweijahresvertrag beim Zweitligisten SV Sandhausen, wo er auf seinen ehemaligen Fortuna-Trainer Uwe Koschinat traf. Nach zwei Jahren in Sandhausen schloss er sich im Sommer 2021 dem Drittligisten 1. FC Saarbrücken an.